# 30e législature de la Chambre des représentants de Belgique
La 30e législature de la Chambre des représentants de Belgique a commencé le 20 décembre 1932, et s'est achevée le 8 avril 1936. Elle fait suite aux élections législatives du 27 novembre 1932.
La Chambre compte 187 membres.

## Membres

### Province d'Anvers

#### Arrondissement d'Anvers
- Frans Van Cauwelaert (Catholique)
- Robert de Kerchove d'Exaerde (Catholique)
- Hendrik Marck (nl)(nl) (Catholique)
- Hubert Mampaey (Catholique)
- Werner Koelman (Catholique)
- Jozef De Hasque (Catholique)
- Leo Delwaide (Catholique)
- Louis Joris (Lib)
- Paul Baelde (Lib)
- Camille Huysmans (POB)
- Willem Eekelers (POB)
- Gaspard Jamar (POB)
- Jean-Baptiste Samyn (POB)
- Frans De Schutter (POB)
- Lode Craeybeckx (POB)

#### Arrondissement de Malines
- Philip Van Isacker (Catholique)
- Edgard Maes (Catholique)
- Oscar Van Kesbeeck (Lib)
- Désiré Bouchery (POB)
- Gaston Fromont (POB)

#### Arrondissement de Turnhout
- Thomas Debacker
- Alphonse Van Hoeck (Catholique)
- Jan-Baptist Rombauts (Catholique)
- Armand van der Gracht de Rommerswael

### Province de Brabant

#### Arrondissement de Bruxelles
- Émile Vandervelde
- Fernand Brunfaut
- Guillaume Melckmans
- Louis Uytroever
- Frans Gelders
- Frans Fischer
- Max Hallet
- Paul-Henri Spaak
- Jules Renkin
- Henry Carton de Wiart
- Émile van Dievoet
- Corneille Fieullien
- Jules Coelst
- Herman Vergels
- Emmanuel De Winde
- Paul Wauwermans
- Jan Van den Eynde
- Fernand Jacquemotte
- Albert Devèze
- Léon Mundeleer
- Adolphe Max
- Raymond Foucart
- Paul Hymans
- Marcel-Henri Jaspar
- Joseph Vandemeulebroek
- Hendrik Borginon (VNV)

#### Arrondissement de Louvain
- Charles De Jaegher
- Prosper Poullet
- Fernand de Wouters d'Oplinter
- Albert de Vleeschauwer
- Jules Sieben
- Edmond Doms
- August Smets

#### Arrondissement de Nivelles
- Pierre de Burlet
- Jules Mathieu
- Henri Delor
- Henri Lepage

### Province de Flandre-Occidentale

#### Arrondissement de Bruges
- René Debruyne
- Maurice Geûens (Cath)
- Achille Van Acker
- Jules Boedt (nl) (Lib)

#### Arrondissement de Roulers-Thielt
- Gustave Sap
- Emile Allewaert
- René De Smedt
- Maurice De Jaegere
- Adiel Dierkens

#### Arrondissement de Courtrai
- August Debunne
- Joseph Vandevelde
- Arthur Mayeur
- Ernest Reynaert
- Henri Duchatel

#### Arrondissement de Furnes-Dixmude-Ostende
- Jeroom Leuridan (nl)
- Georges Marquet
- Henri Baels (fin au 18.07.1933)
- Frans Brusselmans
- Julien Peurquaet

#### Arrondissement de Ypres
- Emile Butaye
- Edgard Missiaen
- Damiaan Robert Deman

### Province de Flandre Orientale

#### Arrondissement de Aalst
- Petrus Van Schuylenbergh
- Albert Van Hecke
- Alfred Nichels
- Clément Behn
- Karel Leopold Van Opdenbosch

#### Arrondissement de Audenaerde
- Leo Vindevogel
- Eugène Soudan
- Alfred Amelot

#### Arrondissement de Gent-Eekloo
- Edouard Anseele
- August Balthazar (nl)
- Joseph Chalmet
- Désiré Cnudde
- Albert Mariën
- Hendrik Elias
- Victor De Lille (nl)
- August De Schryver
- Jules Maenhaut
- Adolf Dhavé
- Lionel Pussemier
- Fernand Van Ackere

#### Arrondissement de Sint-Niklaas
- Charles Van Hoeylandt
- Henri Heyman
- Auguste Raemdonck van Megrode
- Florent Beeckx

#### Arrondissement de Termonde
- Hippolytus Vandemeulebroucke
- Jules De Brouwer
- Émile Tibbaut
- Edmond Rubbens

### Province de Hainaut

#### Arrondissement de Charleroi
- Edmond Leclercq
- Alphonse Briart
- Jules Destrée
- Émile Brunet
- Eugène Van Walleghem
- Victor Ernest
- Alfred Lombard
- Corneille Embise
- Ernest Drion du Chapois
- Jean Bodart démissionne 17.7.1933; remplacé 25.7.1933 par Georges Michaux
- Georges Glineur

#### Arrondissement de Mons
- Achille Delattre
- Louis Piérard
- Léo Collard
- Louis Goblet
- Joseph Bouilly
- Ignace Sinzot
- Fulgence Masson

#### Arrondissement de Soignies
- Emile Schevenels
- Gaston Hoyaux
- Pierre Delannoy
- Pierre Vouloir

#### Arrondissement de Thuin
- Ernest Petit
- Max Buset
- Léon Gendebien (fin au 3.06.1935)

#### Arrondissement de Tournai-Ath
- Paul-Émile Janson
- Henri Carton de Tournai
- Jacques Haustrate
- Jules Carlier
- Jules Hossey
- Joseph Nèves

### Province de Liège

#### Arrondissement de Liège
- Julien Lahaut
- Jules Merlot
- François Van Belle
- Léon Troclet
- Isi Delvigne
- Henri Renier
- Joseph Dejardin
- Antoine Sainte
- Émile Jennissen
- Désiré Horrent
- Henri Jaspar
- Jules de Géradon (+4/11/1933, remplacé par Dewonck le 7.11.1933)
- Julien Delacollette

#### Arrondissement de Huy-Waremme
- Pierre de Liedekerke de Pailhe (Cath)
- Joseph Pierco
- Georges Hubin
- Henri De Rasquinet (Lib)

#### Arrondissement de Verviers
- Jules Hoen
- Mathieu Duchesne
- Marc Somerhausen
- Pierre David
- Sébastien Winandy
- Constant Sandront

### Province de Limbourg

#### Arrondissement de Hasselt
- Jules Van Caenegem (Catholique)
- Emile Blavier (Catholique)
- Paul Clerckx (Catholique)

#### Arrondissement de Tongres-Maaseik
- Pierre Beckers (Catholique)
- Albert Hillen (Catholique)
- Petrus Vaes (Catholique)
- Gérard Romsée (POB)

### Province de Luxembourg

#### Arrondissement d'Arlon
- Albert Goffaux
- Jean Merget
- Alphonse Materne

#### Arrondissement de Neufchâteau-Virton
- Mathieu Jacques
- Jules Poncelet
- Ernest Adam

### Province de Namur

#### Arrondissement de Namur
- François Bovesse
- Joseph Gris
- Lucien Harmegnies
- Louis Huart
- Fernand Mathieu

#### Arrondissement de Dinant-Philippeville
- Jean-Baptiste Périquet
- Denis Henon
- Hyacinthe Housiaux
- Edouard de Pierpont